# نهائي كأس إفريقيا للأندية البطلة 1987
نهائي كأس أفريقيا للأندية البطلة 1987 هي المباراة النهائية للنسخة 23 من دوري أبطال أفريقيا .
توج الأهلي المصري بالكأس على حساب الهلال السوداني .

## الفرق
| الفريق | مشاركة سابقة (الخط الغليظ يشير إلى بطل تلك النسخة) |
| ------ | -------------------------------------------------- |
| الأهلي | 2 (1982 ، 1983)                                    |
| الهلال | 0                                                  |

## النهائي

### الذهاب
| الهلال | 0–0   | الأهلي |
| ------ | ----- | ------ |
|        | تقرير |        |

### الإياب
| الأهلي | 2–0   | الهلال |
| ------ | ----- | ------ |
|        | تقرير |        |

## أنظر أيضاُ
- الطيب عبد الله